# Пильц, Отто
Отто Пильц (нем. Otto Piltz; 28 июня 1846[…], Альштедт, Саксония-Анхальт — 20 августа 1910, Пазинг) — немецкий художник, иллюстратор журнала Die Gartenlaube.

## Биография
Отто Пильц родился в семье мыловара Кристиана Генриха Фридриха Пильца в Альштедте. После обучения на художника-декоратора в Галле Пильц изучал живопись с 1860 по 1864 год в Саксонско-Веймарской Высшей школе изобразительных искусств, выбрав направление жанровая живопись. Отто Пильц был освобожден от службы в армии и благодаря этому смог продолжить обучение с 1866 до 1871 года в Веймаре уже по специальности фигурная живопись. Его учителями в Веймаре были Пауль Туман, Бернхард Плокхорст и Мишель Мари Шарль Верла. За время обучения Отто Пильц посетил также Вену и Мюнхен.
После завершения обучения Пильц остался в Веймаре. Он работал в жанровой живописи. Мотивы его зарисовок городской и сельской жизни Пильц брал из современных ему Тюрингии, Гессена, Шпревальда, Баварии, Тироля и Волендама. Кроме написания жанровых сцен Пильц выполнял портреты, зарабатывая этим себе на жизнь.
В 1874 году Отто Пильц женится на Альме Шиллинг (1853—1906), дочери полковника Йоганна Шиллинга, награждённого орденом Белого Орла. В 70-х годах Отто Пильц работал совместно с творческими объединениями художников Клайнзассена и Виллингсхаузена.
С 1876 по 1884 года Пильц проводил летние месяцы в Каппеле, общине недалеко от Марбурга, ставшего в 1974 году частью города. Там он создал несколько картин с изображением местных жителей в церкви и на овчарне на горе Гласкопф.
Растущая конкуренция среди художников в Веймаре вынудила его в 1886 году переехать в Берлин, быстрорастущую столицу, где он надеялся на большое количество заказов. В 1889 году Пильц переезжает в Мюнхен, где присоединяется к группе художников Мюнхенский сецессион. В 1893 году Пильц уезжает жить в Пазинг, город являющийся сегодня частью Мюнхена. Он часто совершал выезды в Дахау, Вюрцбург и монастырь Вальдербах, где писал работы или искал вдохновение.
Отто Пильц умер 20 августа 1910 года в Пазинге в результате воспаления легких и инфаркта миокарда.

## Выставки и награждения
В 1882 году Отто Пильц был удостоен почетного звания профессора художественной школы Веймара без предоставления преподавательского места.
Отто Пильц выставлялся на ежегодных выставках в Берлине и в Мюнхене, его работы висели в мюнхенском Стеклянном дворце. На Всемирной выставке 1878 года в Париже была представлена его картина «Гимнастические занятия на природе» (нем. Turnunterricht auf dem Lande). Отто Пильц был награждён медалью «Почетное упоминание» на юбилейной выставке 1886 года и ежегодной выставке 1889 года в Берлине, а также Золотой государственной медалью Художественного общества города Зальцбург в 1904.

## Галерея

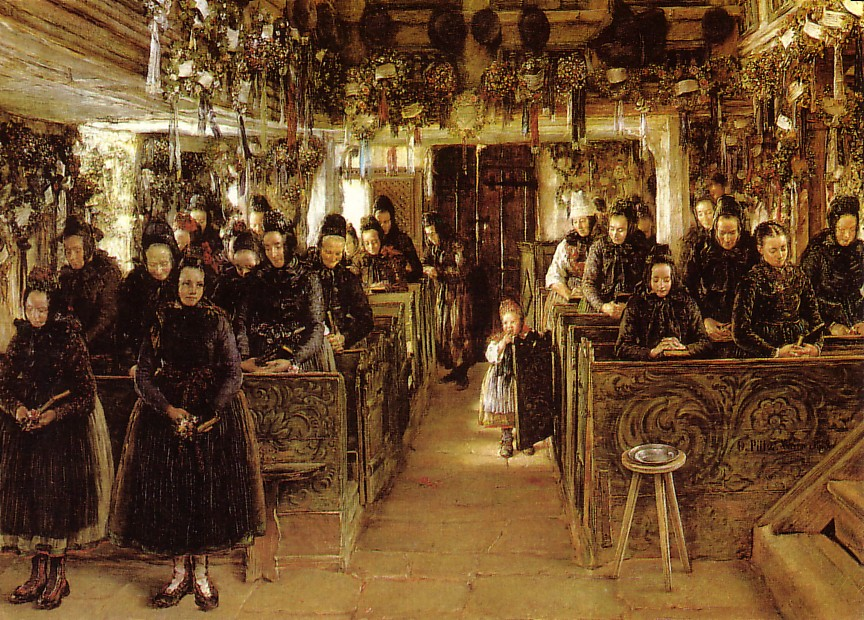
Молящиеся женщины (Betende Frauen beim Vaterunser), 1882
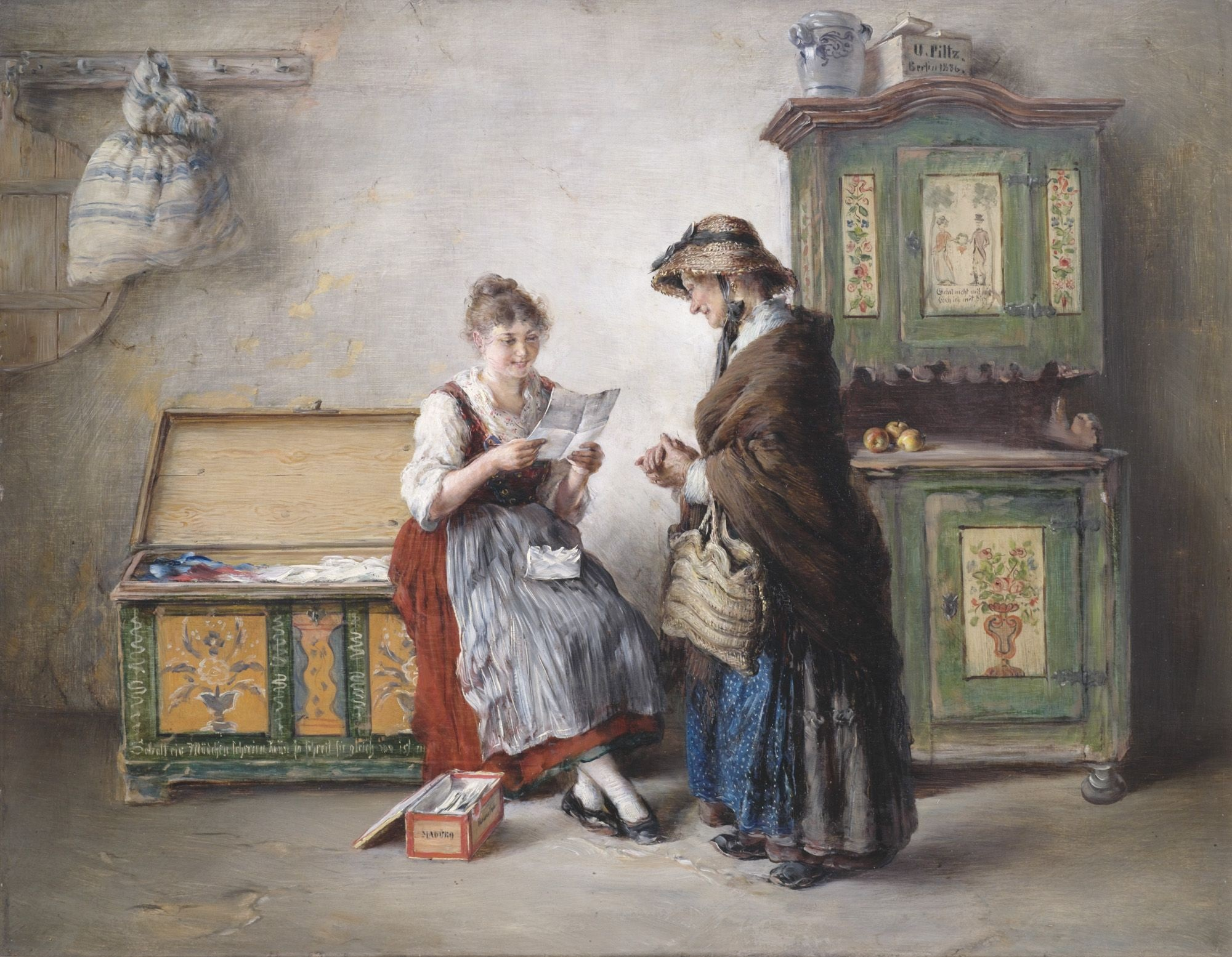
Деревенский интерьер с матерью и дочерью (Bäuerliches Interieur mit Mutter und Tochter), 1886
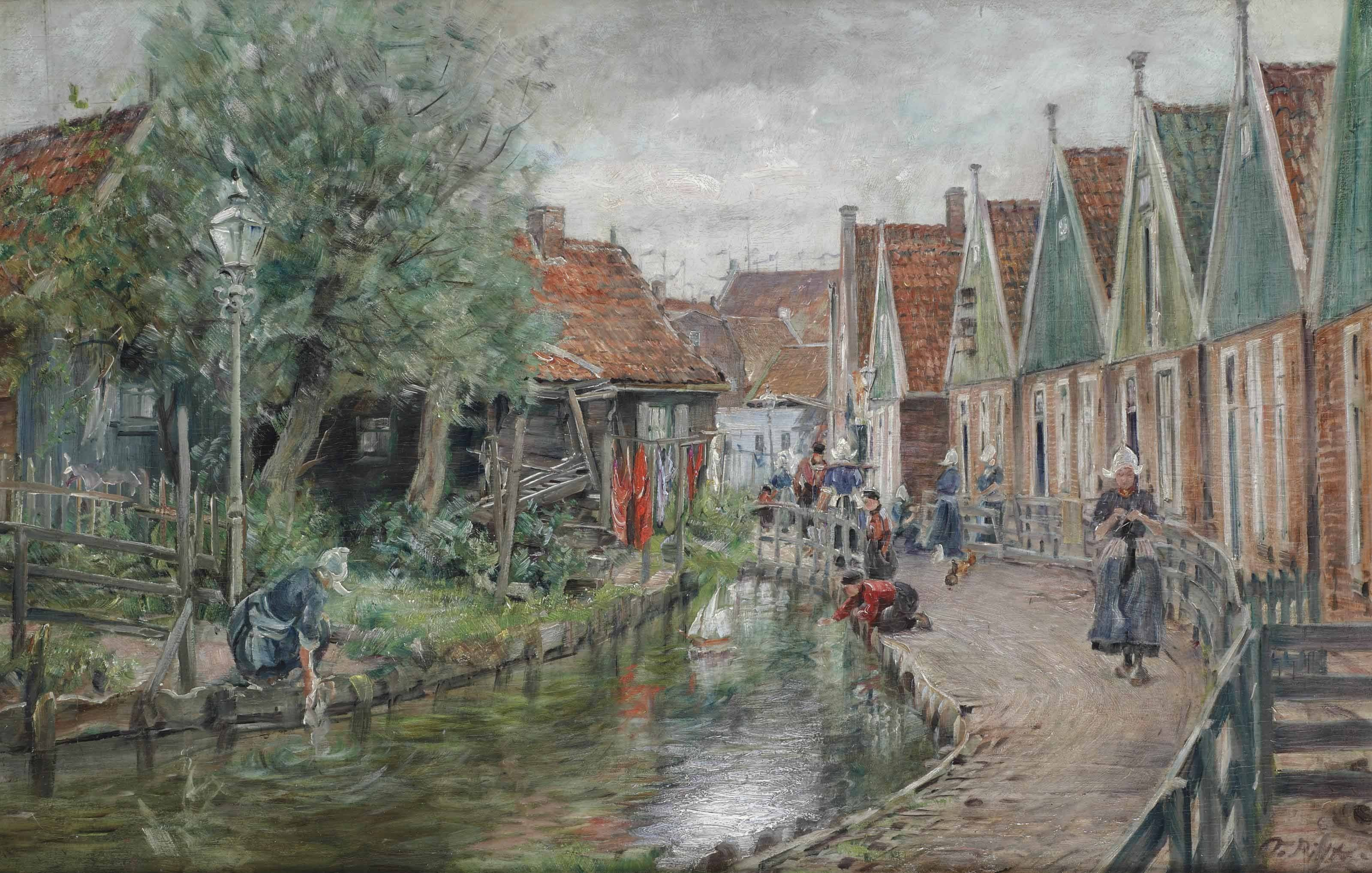
Канал в Голландии (Canal In Holland)
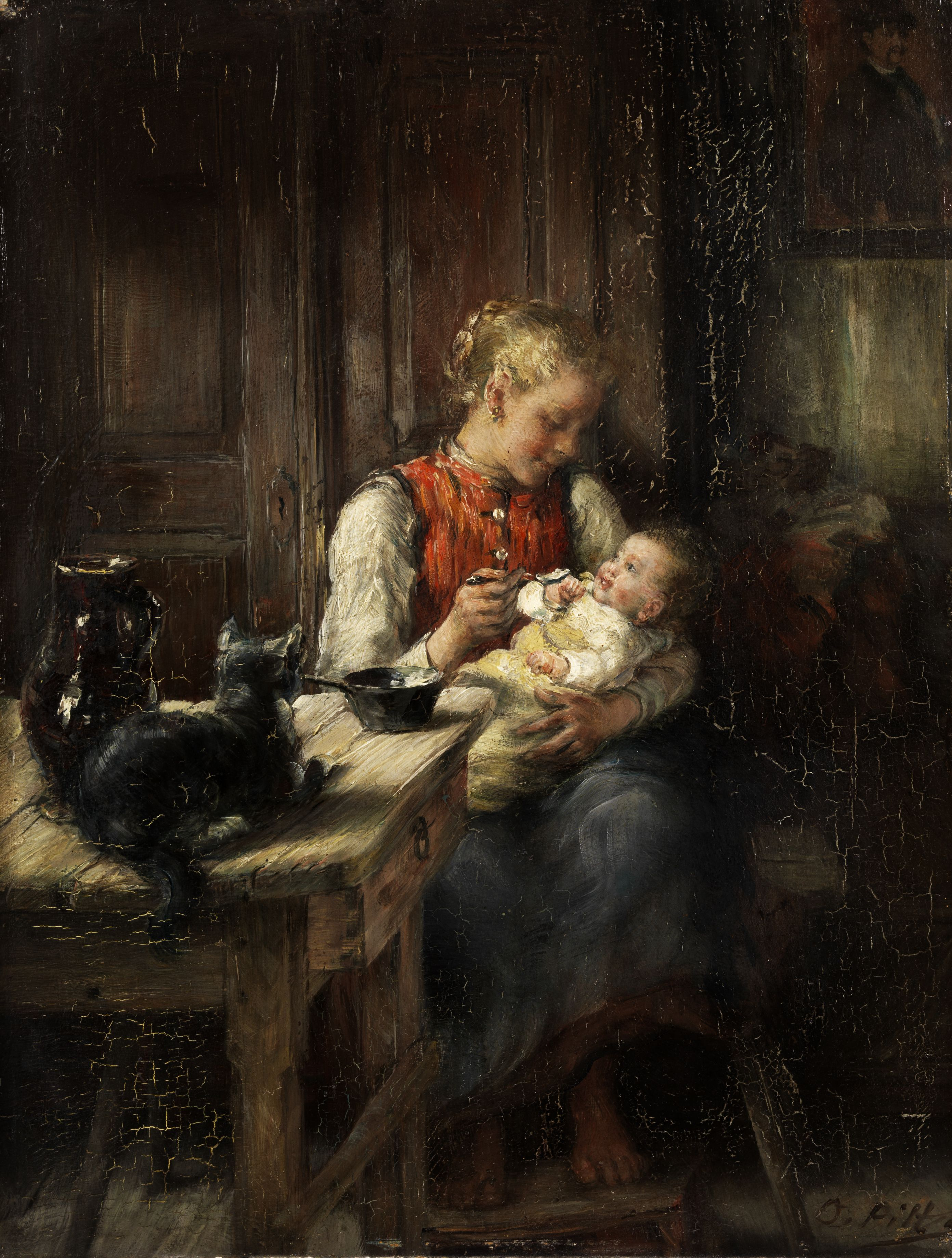
Сестринская любовь (Geschwisterliebe), 1910
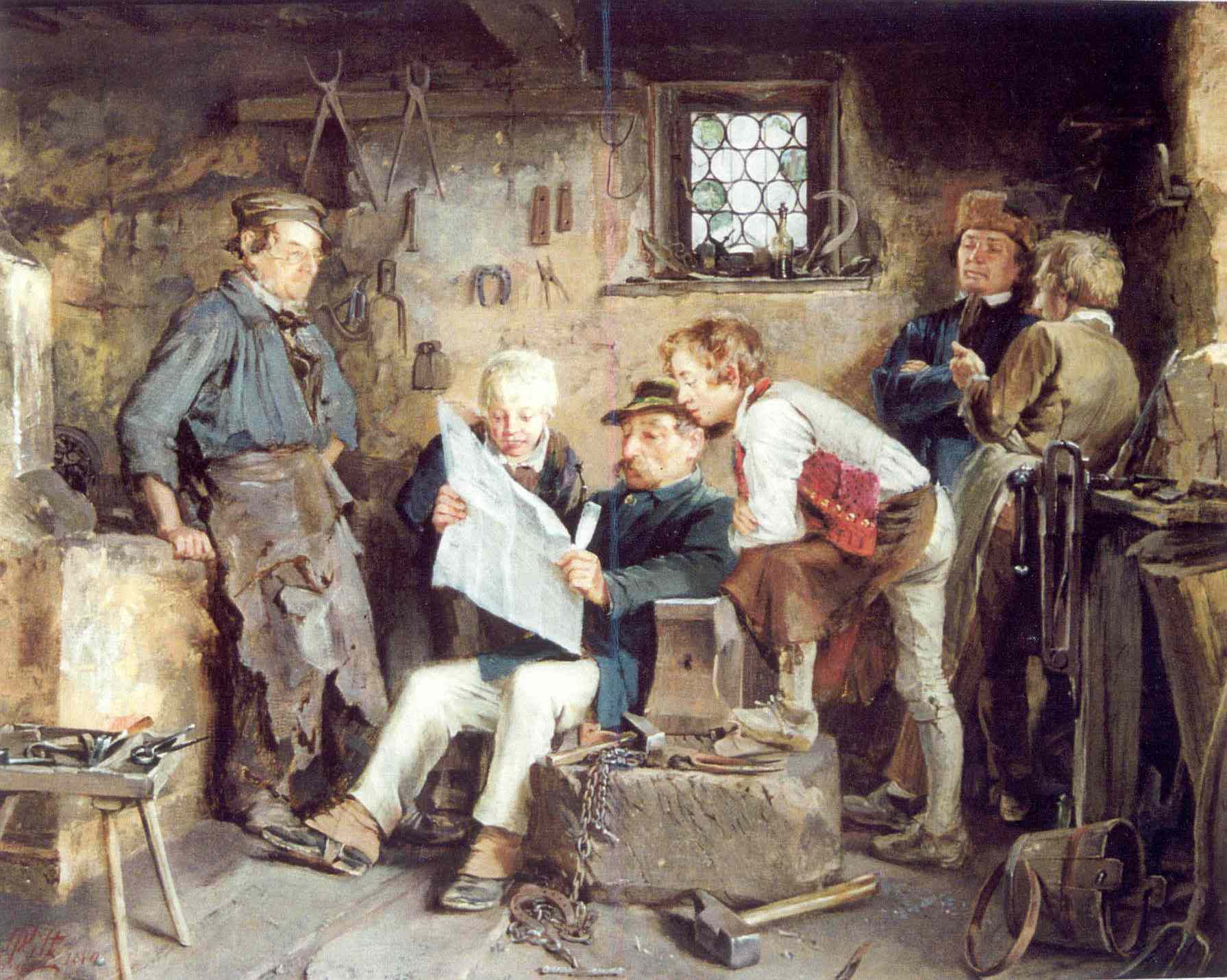
Политики (Die Politiker), 1870
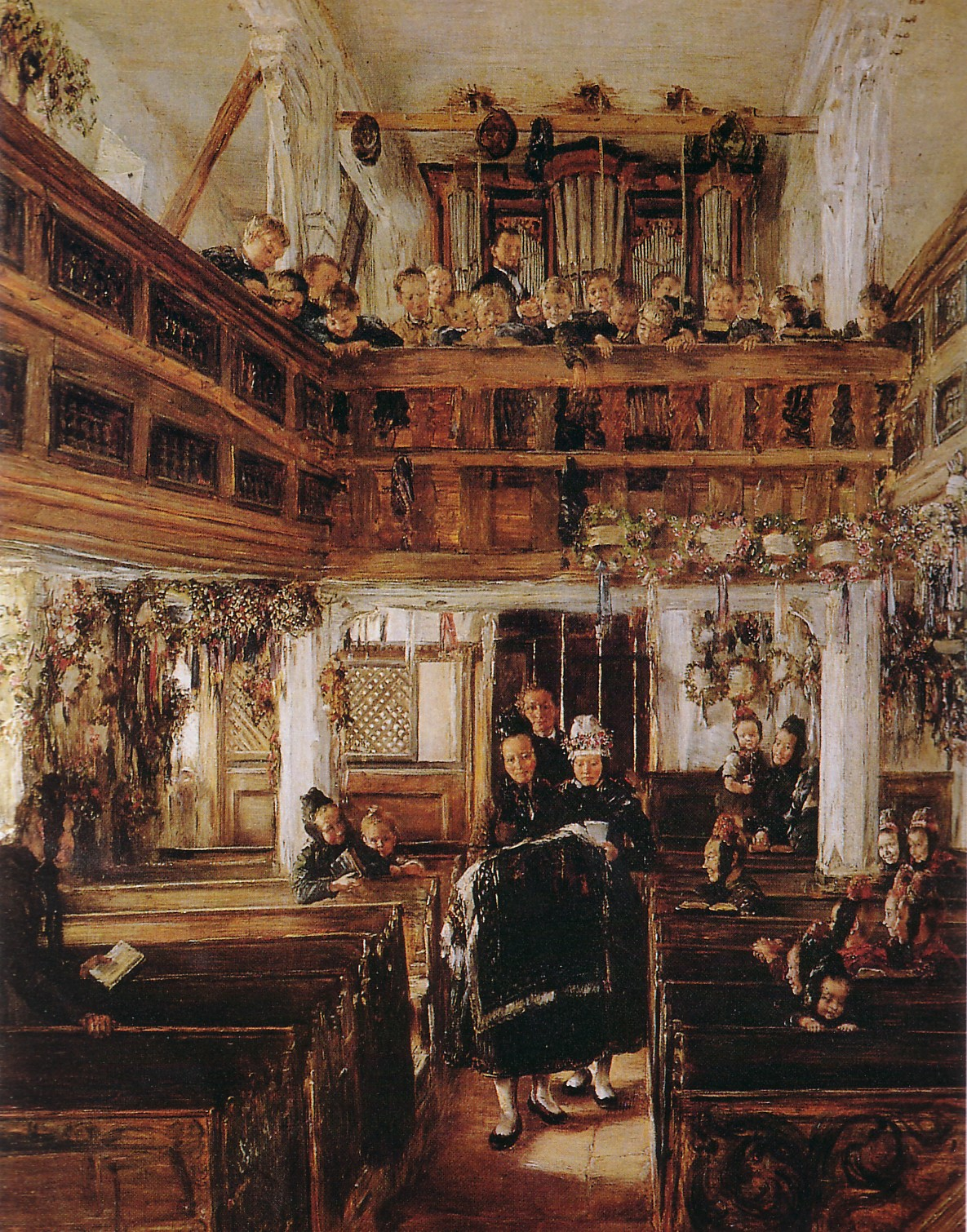
Крестины в церкви Каппела (Kindtaufe in der Cappeler Kirche), 1879